# Manizha Bakhtari
Manizha Bakhtari (Persa: منیژه باختری) es una diplomática, autora y periodista afgana. Se desempeña como embajadora afgana en Austria. Fue la anterior embajadora afgana en los Países nórdicos (Noruega, Suecia, Dinamarca, Islandia, y Finlandia).Fue jefa de Gabinete del Ministerio afgano de Asuntos Exteriores y como conferenciante a tiempo parcial en Universidad de Kabul.

## Vida y educación
Bakhtari es la hija del poeta afgano Wasef Bakhtari. Bakhtari tiene un B.A. en periodismo y una maestría en Literatura y Lengua persas de la Universidad de Kabul. En 2002 fue acreditada como conferenciante en la Facultad de Periodismo de la Universidad de Kabul.

## Trabajo
Con anterioridad a sus puestos diplomáticos, Bakhtari trabajó con el Centro de Cooperación para Afganistán (CCA), una organización no gubernamental. Es la autora  de dos libros periodísticos: The interesting World of News and Ethics y Law in Journalism, los cuales son actualmente utilizados como libros de texto en la Facultad de Periodismo de la Universidad de Kabul. Es la autora de Angabin Neshkhand wa Sharang Noshkhand, un libro sobre la historia contemporánea del género satírico en Afganistán. Ha publicado una colección de historias titulada Three Angels, que destaca los desafíos de las mujeres afganas. Fue editora en jefe de Parnian Magazine (una revista trimestral de cultura y literatura).

## Vida personal
Bakhtari está casada con Naser Hotaki, un empresario y ejecutivo deportivo afgano. Tienen cuatro hijos juntos: Mariam Hotaki, Mustafa Hotaki, Nosheen Hotaki y Parnian Hotaki.